# Pleurant

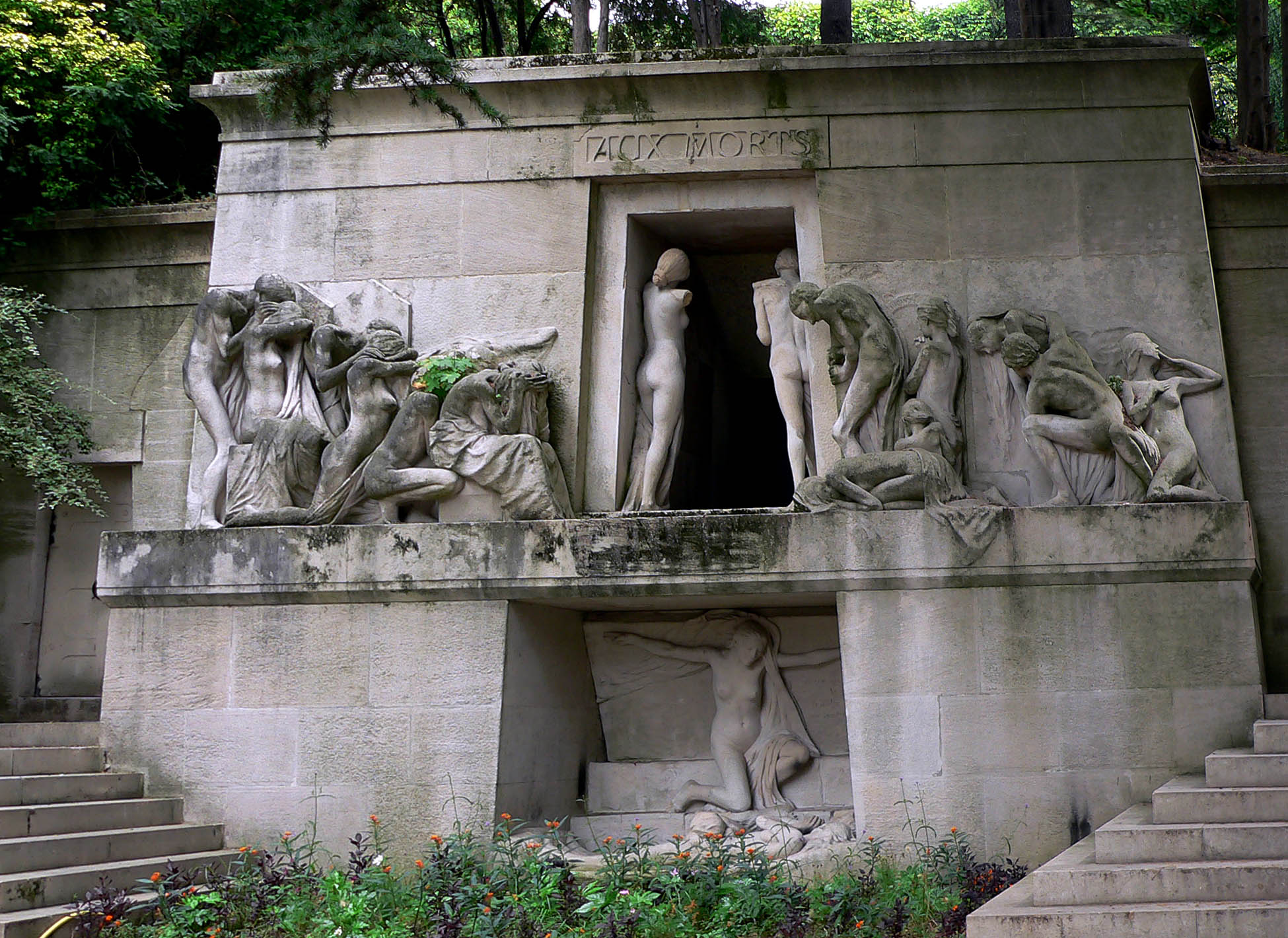
Monument réalisé par Bartholomé au Père-Lachaise.

Un pleurant est un personnage sculpté dans une attitude de désolation, adjoint à un tombeau monumental ou à un monument aux morts. Il peut être soit de grande dimension, par exemple pour soutenir une dalle funéraire, soit de petite taille et figure alors souvent les niches du soubassement du monument.

## Description
On en trouve dans le soubassement ou autour de certains gisants. Les pleurants du tombeau de Jean sans Peur exposés au musée des Beaux-Arts de Dijon ont fait l'objet d'une exposition spécifique dans plusieurs musées prestigieux du monde en 2012-2013, comme le musée de Cluny à Paris. Ceux du duc Jean de Berry, sculptés au moins en partie par Jean de Cambrai, ont été dispersés après la démolition de la Sainte-Chapelle de Bourges et surtout lors de la Révolution mais certains sont visibles au Louvre et au musée du Berry à Bourges.
Sur les tombes chrétiennes, ce thème funéraire s'est perpétué du XIIe au XVIIe siècle, figurant d'abord sur les flancs des tombeaux avant de prendre la forme de sculptures indépendantes.
Sur de nombreux monuments aux morts d'inspirations pacifistes, les sculpteurs ont représenté des pleurants ou des pleureuses afin de symboliser la douleur des populations devant la perte d'un des leurs.
Dans les cimetières, les pierres tombales peuvent être décorées d'un pleurant. L'un des plus célèbres monuments aux morts est celui du cimetière du Père-Lachaise réalisé par le sculpteur Albert Bartholomé.

## Galerie

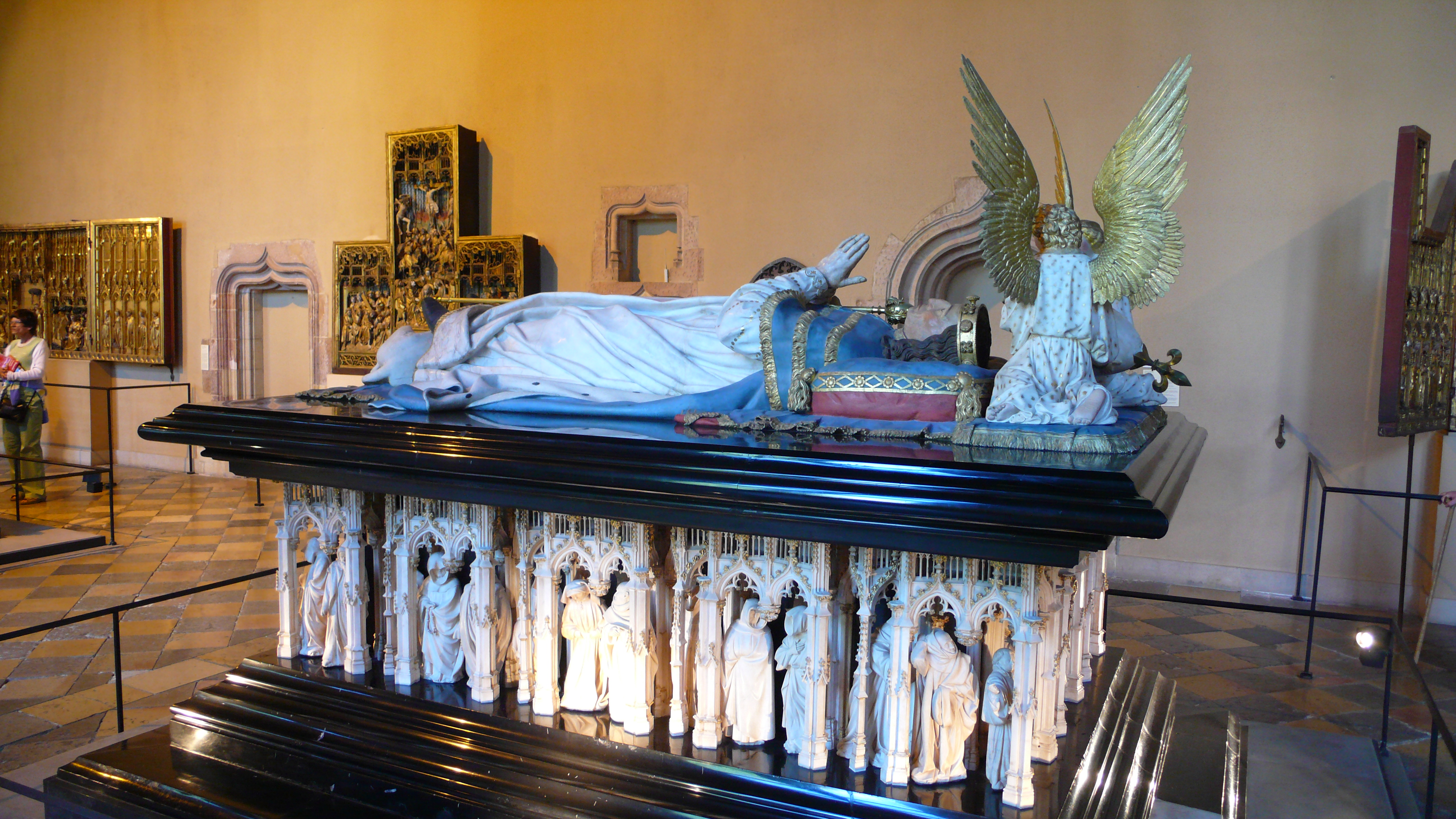
Tombeau de Philippe le Hardi avec son cortège de pleurants.
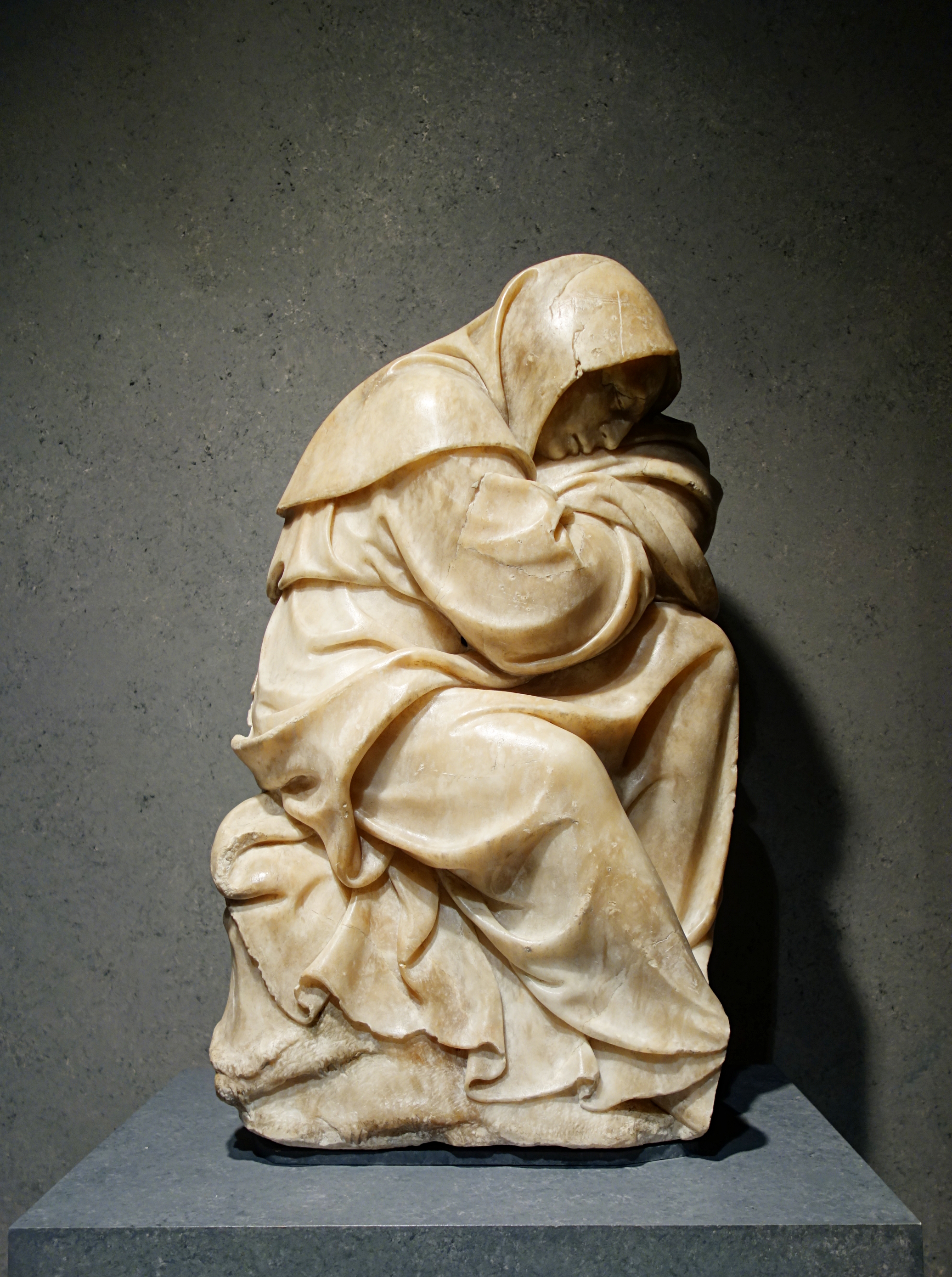
Pleurant en albâtre, musée de Cambrai.
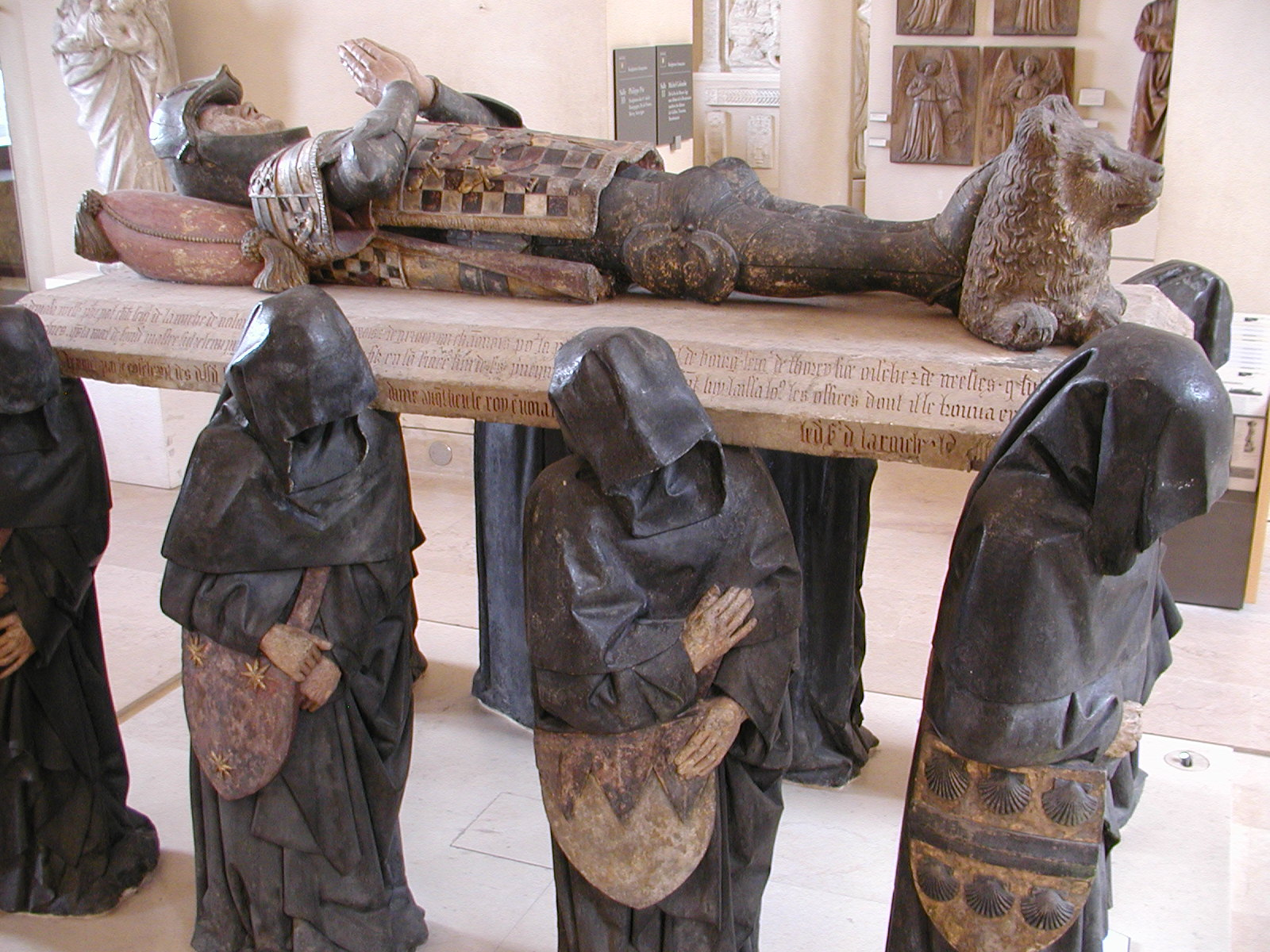
Tombe de Philippe Pot au Louvre.
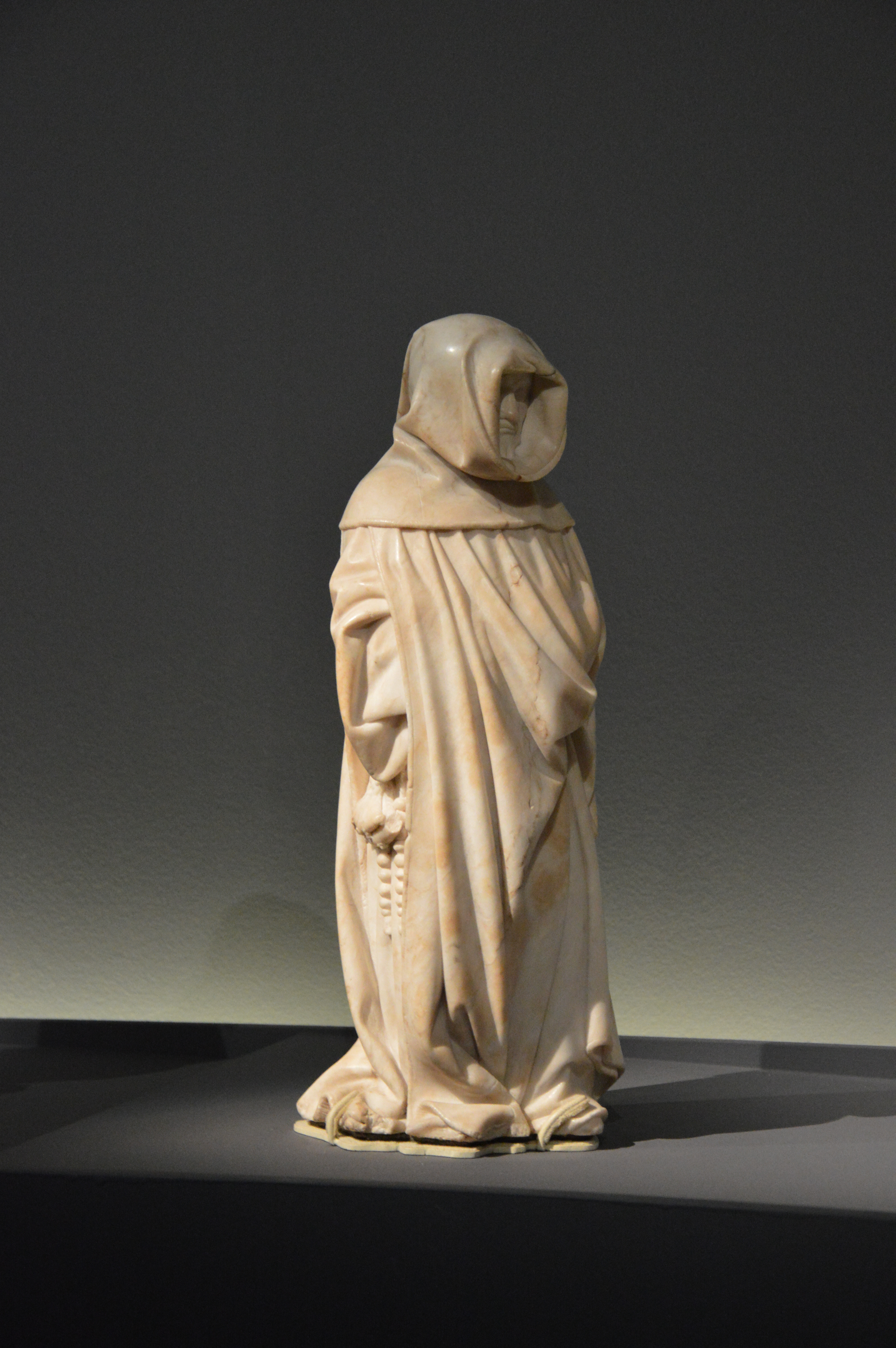
Pleurant du tombeau de Jean sans Peur.
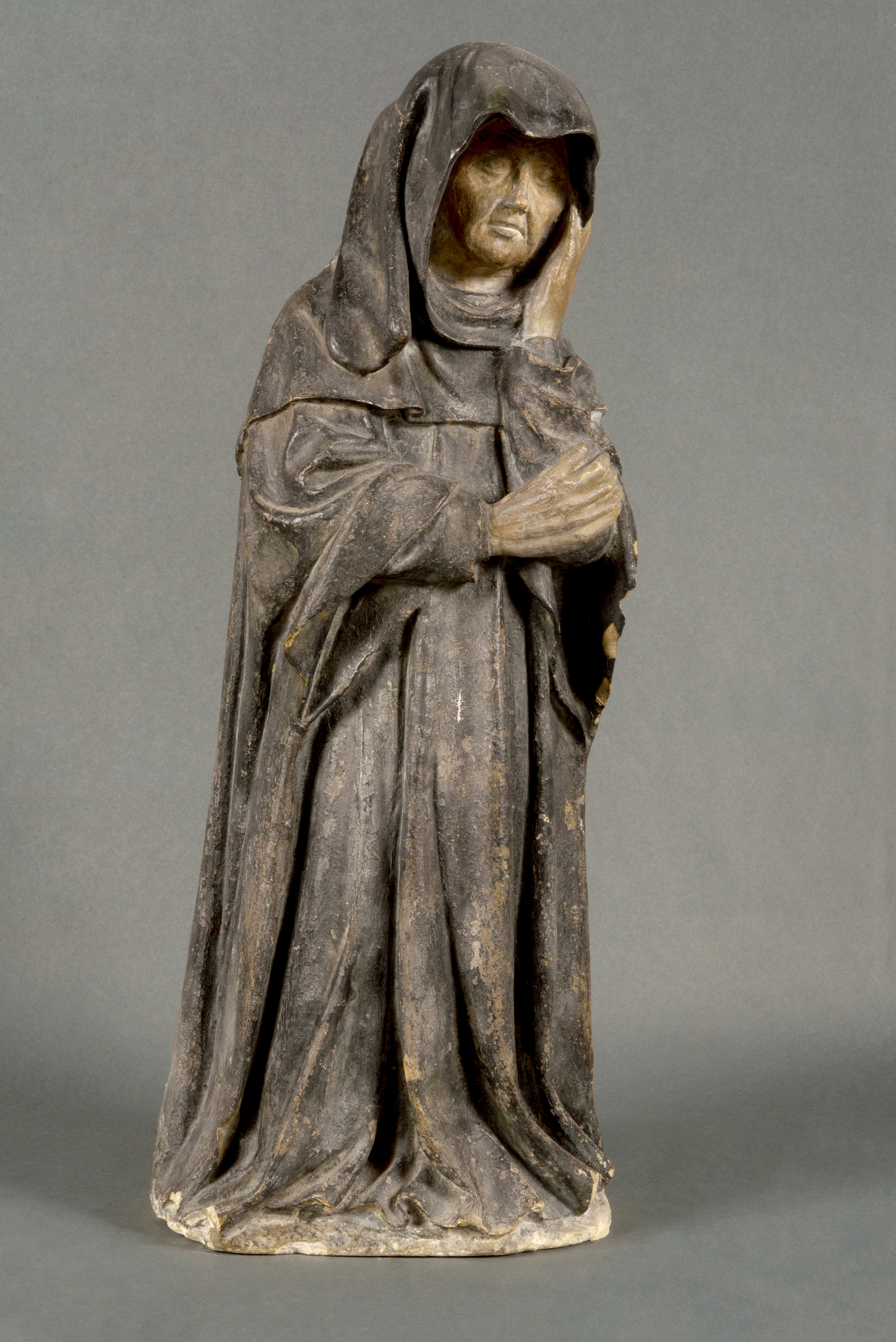
Pleurant du XVe siècle conservé au musée du Petit Palais à Avignon.
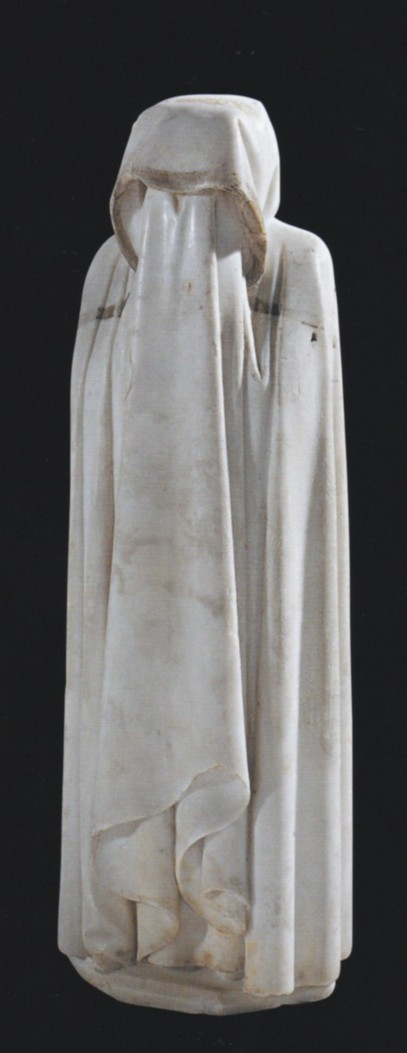
Pleurant voilé, cachant son visage derrière ses mains voilées, Bourges, musée du Berry (inv. 1836.5.1).